# Auquainville
Auquainville est une ancienne commune française, située dans le département du Calvados en région Normandie, devenue le 1er janvier 2016 une commune déléguée au sein de la commune nouvelle de Livarot-Pays-d'Auge.
Elle est peuplée de 289 habitants (les Auquainvillais).

## Géographie
La commune est au cœur du pays d'Auge. Son bourg est à 10 km au nord-est de Livarot, à 12 km au sud de Lisieux et à 16 km à l'ouest d'Orbec.
| Saint-Germain-de-Livet | Prêtreville  | Prêtreville           |
| Le Mesnil-Germain      | Auquainville | Saint-Cyr-du-Ronceray |
| Fervaques              | Fervaques    | Fervaques             |

## Toponymie
Le nom de la localité est attesté sous les formes Escanevilla, Esquanevilla, Eschenevilla vers 1080; Esquainvilla, Eskeinvilla, Achenvilla, Alchenivilla vers 1125; Auquenvilla en 1167; Eskenevilla en 1172; Aukenvilla en 1180; Aucainvilla en 1195; Aukainville en 1225,,; Acanvilla en 1267; Auquainvilla au XIVe siècle; Auquevilla au XVIe siècle; Equainville en 1716. 
Il s'agit d'un type toponymique en -ville dans son sens originel de « domaine rural » hérité du latin villa rustica.
Le premier élément Auquain- représente probablement un anthroponyme, comme c'est généralement le cas pour ce type de formation. 
Albert Dauzat propose un nom de personne germanique féminin non attesté *Asca (hypocoristique des noms en Asc-), alors qu'Ernest Nègre penche pour le nom de personne germanique masculin Alekinus.
À noter qu'aucune de ces deux hypothèses n'est réellement satisfaisante. La principale faiblesse de celle d'Ernest Nègre réside dans le fait que les formes les plus anciennes sont en Escan- / Eschen- et contredisent donc le recours à Ale-kinus (il considère sans doute l'évolution Escan- > Auquain- comme aberrante et que seule Alkin- peut avoir abouti à Auquain-), quant à celle d'Albert Dauzat, elle souffre d'une moindre difficulté phonétique, mais repose sur un nom de personne qui n'est pas attesté. Cependant, la présence de élément pangermanique Asc- (Ask- / Æsc- / Esk-) reste pertinente et on peut rapprocher ce nom d’Équainville (Eure, Equainvilla sans date) et d'Équimbosc (Seine-Maritime, Hattenville, Eskinbosc XIIIe siècle) formés sur le nom de personne Eskinus d'après François de Beaurepaire.

## Histoire
En 1831, Auquainville (456 habitants en 1831) absorbe Saint-Aubin-sur-Auquainville (91 habitants), au sud de son territoire.

## Politique et administration
| Période                                  | Période    | Identité          | Étiquette | Qualité                 |
| ---------------------------------------- | ---------- | ----------------- | --------- | ----------------------- |
| 1983                                     | avril 2014 | Raymond Géret     | SE        | Agriculteur             |
| avril 2014                               | En cours   | Philippe Soetaert | SE        | Chauffeur démonstrateur |
| Les données manquantes sont à compléter. |            |                   |           |                         |

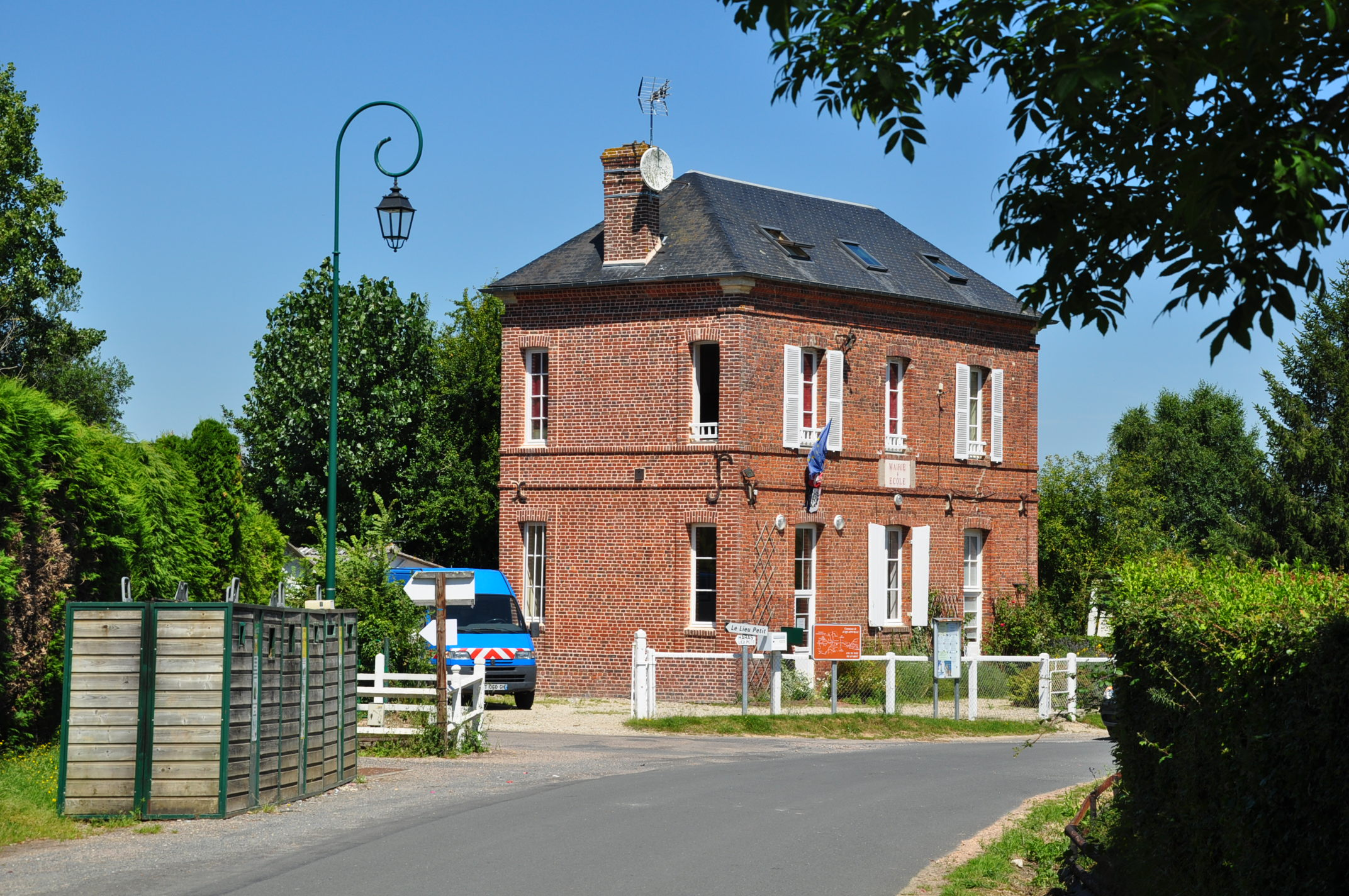
La mairie.

Le conseil municipal est composé de onze membres dont le maire et deux adjoints.

## Démographie
En 2021, la commune comptait 289 habitants. Depuis 2004, les enquêtes de recensement dans les communes de moins de 10 000 habitants ont lieu tous les cinq ans (en 2006, 2011, 2016, etc. pour Auquainville) et les chiffres de population municipale légale des autres années sont des estimations.
Auquainville a compté jusqu'à 639 habitants en 1806.
| 1793 | 1800 | 1806 | 1821 | 1831 | 1836 | 1841 | 1846 | 1851 |
| ---- | ---- | ---- | ---- | ---- | ---- | ---- | ---- | ---- |
| 578  | 507  | 639  | 507  | 456  | 500  | 452  | 454  | 393  |

| 1856 | 1861 | 1866 | 1872 | 1876 | 1881 | 1886 | 1891 | 1896 |
| ---- | ---- | ---- | ---- | ---- | ---- | ---- | ---- | ---- |
| 374  | 371  | 421  | 388  | 367  | 284  | 330  | 287  | 245  |

| 1901 | 1906 | 1911 | 1921 | 1926 | 1931 | 1936 | 1946 | 1954 |
| ---- | ---- | ---- | ---- | ---- | ---- | ---- | ---- | ---- |
| 247  | 265  | 239  | 216  | 225  | 207  | 204  | 262  | 223  |

| 1962 | 1968 | 1975 | 1982 | 1990 | 1999 | 2006 | 2011 | 2016 |
| ---- | ---- | ---- | ---- | ---- | ---- | ---- | ---- | ---- |
| 240  | 213  | 180  | 228  | 249  | 258  | 293  | 309  | 302  |

| 2019 | - | - | - | - | - | - | - | - |
| ---- | - | - | - | - | - | - | - | - |
| 293  | - | - | - | - | - | - | - | - |

| 1793 | 1800 | 1806 | 1821 | 1831 |
| ---- | ---- | ---- | ---- | ---- |
| 111  | 143  | 114  | 110  | 91   |

## Culture locale et patrimoine

### Lieux et monuments
- Église Notre-Dame du XVe siècle, classée au titre des monuments historiques[24]. L'autel, le retable, le tabernacle ainsi que trois tableaux sont classés au titre objet[25].
- Chapelle Saint-Aubin du XVIe siècle inscrite au titre des monuments historiques[26].
- Manoir de Caudemone des XVe et XVIe siècles, inscrit au titre des monuments historiques[27], et son pigeonnier.
- Manoir de Lortier du XVIIe siècle, inscrit au titre des monuments historiques[28].
- Manoir de la Pommeraye du XVIIe siècle.
- Motte castrale d'Auquainville et château. Grande motte au sud-ouest de l'église[29]. Le château aurait peut-être été en communication par un souterrain avec Fervaques[30].

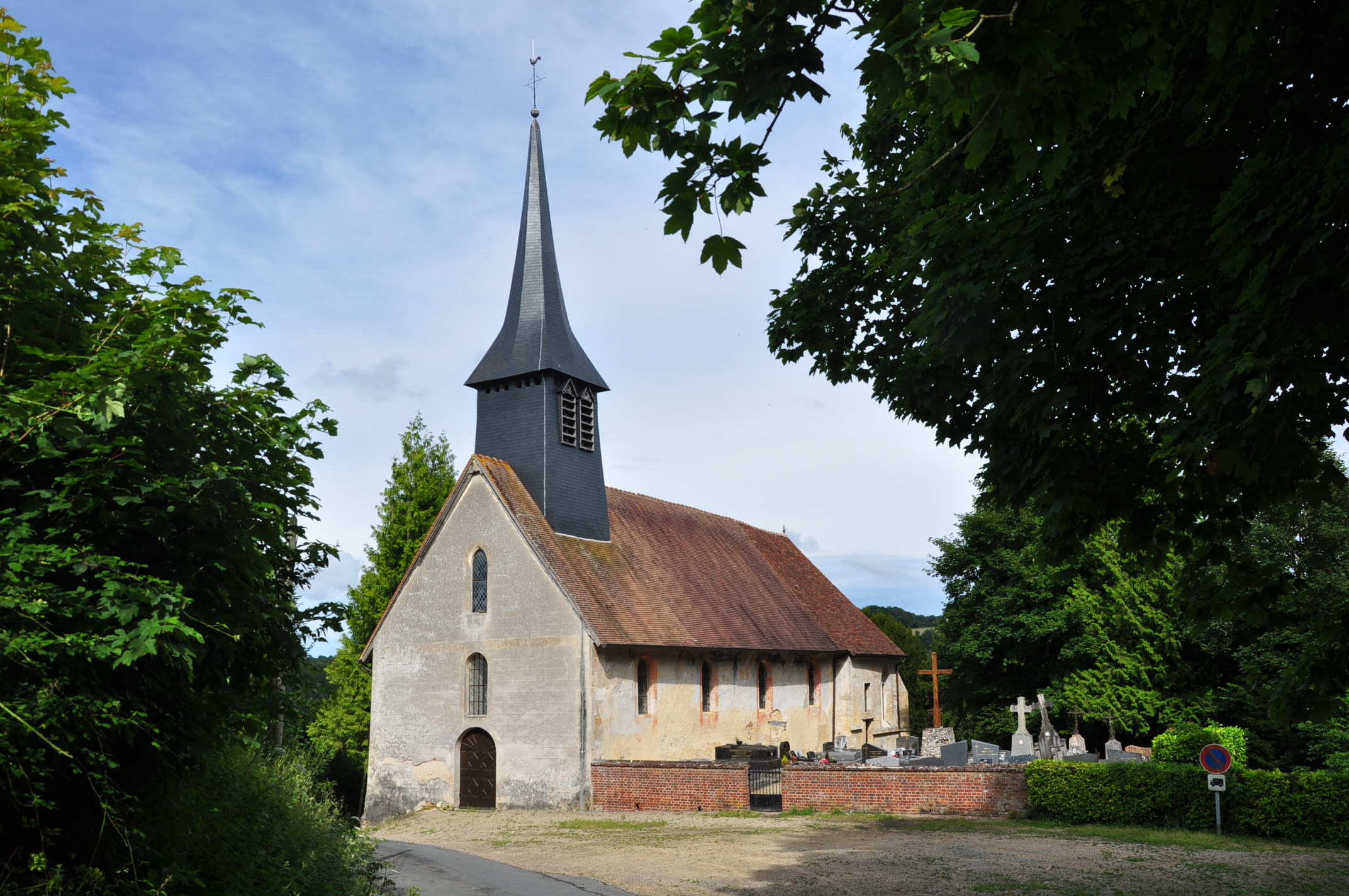
L'église Notre-Dame.
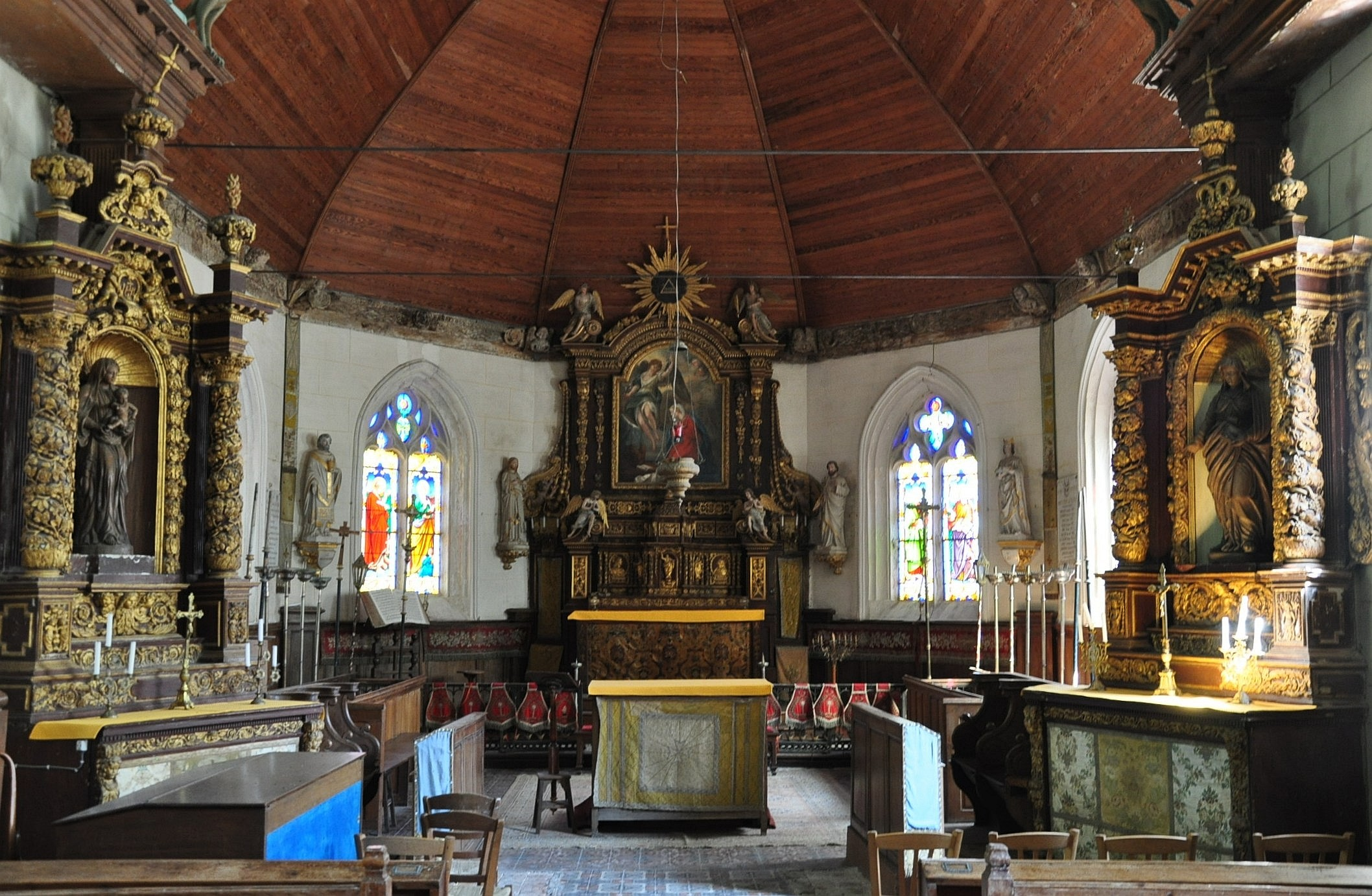
Le chœur de Notre-Dame.
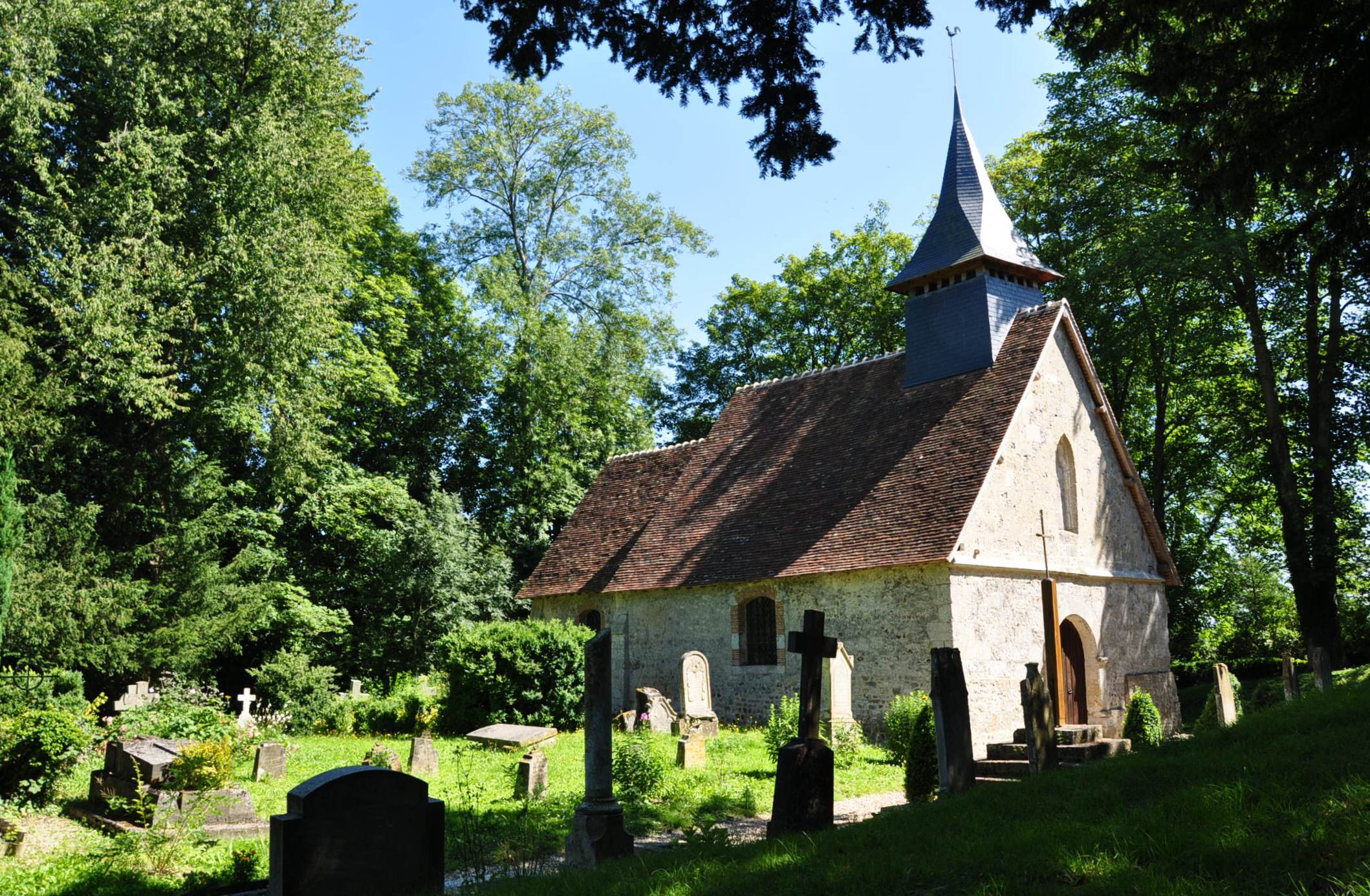
L'église Saint-Aubin.

### Personnalités liées à la commune
- Delphine de Custine, née Delphine de Sabran, est inhumée dans l'église de Saint-Aubain-sur-Auquainville[31].
- Astolphe Louis Léonor, marquis de Custine (1790-1857), écrivain, est enterré dans la chapelle de Saint-Aubin-sur-Auquainville.